# 専修大学ラグビー部
専修大学ラグビー部(せんしゅうだいがくらぐびーぶ、Senshu University Rugby Football Club)は関東大学ラグビーリーグ戦グループ2部に所属する専修大学体育会のラグビー部。略称・愛称は「専修」または「専大」。

## 概要
創部は1929年。1931年に部として本格的な活動がスタートし、同年に協会への加盟を果たした。関東大学ラグビーリーグ戦創設の中心となったチームの一つであり、リーグ戦1部優勝5回、大学選手権ベスト4が3回(1973、1977、1981)の古豪である。
しかし2002年度の入替戦で山梨学院大学に敗れ、部史上初めて2部に降格。以降しばらく低迷が続いていたが、2012年シーズンからOBで元日本代表の村田亙が監督に就任して徐々に力をつける。2014年シーズンで6勝1敗の2位に入り、入替戦に出場。1部7位の日本大学を破り、13年ぶりの1部復帰を果たした。2部2位のチームが入替戦に勝利したのは、リーグ戦グループ史上初めて。1部に復帰した2015年シーズンは1勝6敗の7位に終り、入替戦で2部2位の関東学院大学に敗れ、2部に降格。2017年シーズンに7勝0敗で初めて2部優勝を果たし、入替戦に出場。1部8位の関東学院大学を破り、3年ぶりの1部復帰を果たした。2019年に創部90周年を迎えた。2021年シーズンは0勝7敗の8位に終り、入替戦で2部1位の立正大学に敗れ、2部に降格。

## タイトル
- 関東大学ラグビーリーグ戦: 5回
1968、1973、1975、1982、1989

※年は全て年度。

## 戦績
平成以降のチームの戦績は以下のとおり。
| 年度 | 所属 | 勝敗      | 順位 | 監督       | 主将         | 備考                                                            |
| ---- | ---- | --------- | ---- | ---------- | ------------ | --------------------------------------------------------------- |
| 1989 | 1部  | 7勝1敗    | 1位  | 谷田部輝雄 | 村田 亙      | 関東大学交流試合 13-13 明治大学 ※抽選で敗退                     |
| 1990 | 1部  | 3勝4敗1分 | 7位  | 谷田部輝雄 | 小野 真司    |                                                                 |
| 1991 | 1部  | 4勝4敗    | 4位  | 谷田部輝雄 | 安田 桂      |                                                                 |
| 1992 | 1部  | 2勝5敗1分 | 7位  | 谷田部輝雄 | 伊藤 剛      |                                                                 |
| 1993 | 1部  | 3勝4敗    | 5位  | 作山 公一  | 斉藤 英三    | 大学選手権1回戦 0-66 明治大学                                   |
| 1994 | 1部  | 1勝6敗    | 8位  | 作山 公一  | 園田 幸裕    | 入替戦 31-18 東洋大学 ※1部残留                                  |
| 1995 | 1部  | 4勝3敗    | 5位  | 作山 公一  | 安田 昇      | 大学選手権1回戦 19-37 同志社大学                                |
| 1996 | 1部  | 3勝4敗    | 5位  | 作山 公一  | 舛尾敬一郎   | 大学選手権1回戦 28-41 同志社大学                                |
| 1997 | 1部  | 2勝5敗    | 6位  | 作山 公一  | 伊藤 護      |                                                                 |
| 1998 | 1部  | 1勝7敗    | 7位  | 作山 公一  | 肥後 隆之    | 入替戦 28-18 東海大学 ※1部残留                                  |
| 1999 | 1部  | 1勝7敗    | 7位  | 仲宗根弘明 | 弘中 孝史    | 入替戦 32-10 白鷗大学 ※1部残留                                  |
| 2000 | 1部  | 2勝5敗    | 5位  | 仲宗根弘明 | 田山 剛之    | 大学選手権1回戦 5-72 同志社大学                                 |
| 2001 | 1部  | 0勝7敗    | 8位  | 仲宗根弘明 | 森岡 恵二    | 入替戦 31-26 山梨学院大学 ※1部残留                              |
| 2002 | 1部  | 0勝7敗    | 8位  | 仲宗根弘明 | 山口 泰生    | 入替戦 22-34 山梨学院大学 ※2部降格                              |
| 2003 | 2部  | 6勝1敗    | 2位  | 仲宗根弘明 | 中川 祐二    | 入替戦 19-31 中央大学 ※2部残留                                  |
| 2004 | 2部  | 6勝1敗    | 2位  | 仲宗根弘明 | 阿比留健次郎 | 入替戦 15-22 中央大学 ※2部残留                                  |
| 2005 | 2部  | 5勝2敗    | 3位  | 仲宗根弘明 | 須田 康夫    |                                                                 |
| 2006 | 2部  | 4勝3敗    | 4位  | 榎本 邦夫  | 高藤 翔      |                                                                 |
| 2007 | 2部  | 4勝3敗    | 4位  | 榎本 邦夫  | 吉田 克也    |                                                                 |
| 2008 | 2部  | 6勝1敗    | 2位  | 榎本 邦夫  | 上原 圭司    | 入替戦 12-34 拓殖大学 ※2部残留                                  |
| 2009 | 2部  | 3勝4敗    | 5位  | 榎本 邦夫  | 岩宮 壮      |                                                                 |
| 2010 | 2部  | 4勝3敗    | 4位  | 榎本 邦夫  | 武田 達也    |                                                                 |
| 2011 | 2部  | 5勝2敗    | 3位  | 榎本 邦夫  | 高木 勲      |                                                                 |
| 2012 | 2部  | 5勝2敗    | 3位  | 村田 亙    | 照井 善幸    |                                                                 |
| 2013 | 2部  | 5勝2敗    | 3位  | 村田 亙    | 杉本 拓哉    |                                                                 |
| 2014 | 2部  | 6勝1敗    | 2位  | 村田 亙    | 棚橋宗一郎   | 入替戦 30-24 日本大学 ※1部昇格                                  |
| 2015 | 1部  | 1勝6敗    | 7位  | 村田 亙    | 小俣 勇也    | 春季大会Cグループ優勝(5勝0敗) 入替戦 7-22 関東学院大学 ※2部降格 |
| 2016 | 2部  | 5勝2敗    | 3位  | 村田 亙    | 古屋 篤史    | 春季大会Cグループ3位(3勝2敗)                                    |
| 2017 | 2部  | 7勝0敗    | 1位  | 村田 亙    | 松土 治樹    | 入替戦 43-38 関東学院大学 ※1部昇格                              |
| 2018 | 1部  | 2勝5敗    | 7位  | 村田 亙    | 髙橋 昴平    | 春季大会Cグループ4位(2勝3敗) 入替戦 42-24 東洋大学 ※1部残留     |
| 2019 | 1部  | 3勝4敗    | 5位  | 村田 亙    | 郡司 健吾    | 春季大会Cグループ優勝(4勝1敗)                                   |
| 2020 | 1部  | 1勝6敗    | 8位  | 村田 亙    | 夏井 大樹    |                                                                 |
| 2021 | 1部  | 0勝7敗    | 8位  | 村田 亙    | 平山 壮太    | 入替戦 47-53 立正大学 ※2部降格                                  |
| 2022 | 2部  | 5勝2敗    | 2位  | 村田 亙    | 山口 和明    | 入替戦 25-39 大東文化大学 ※2部残留                              |
| 2023 | 2部  | 6勝1敗    | 2位  | 石倉 俊二  | 飯塚 稜介    | 入替戦 19-28 立正大学 ※2部残留                                  |
| 2024 | 2部  | 6勝1敗    | 2位  | 石倉 俊二  | 木原 三四郎  | 入替戦 29-41 日本大学 ※2部残留                                  |

## 主な在籍選手
- 吉田温広 (主将、HO、國學院栃木高出身)
- 長友順平 (副将、SH、東福岡高出身)
- 山本耀平 (WTB・FB、7人制日本代表、2024年世界学生選手権の7人制ラグビー日本代表メンバー大分舞鶴高出身)

## 在籍した選手
- 榎本邦夫 (元専修大学監督、元トヨタ自動車、保善高出身)
- 小西義光 (SH、元日本代表、元サントリー、高鍋高出身)
- 村田亙 (SH、前専修大学監督、元日本代表、元東芝府中、元バイヨンヌ、元ヤマハ発動機ジュビロ、前7人制日本代表監督、東福岡高出身)
- 安田桂 (LO、元日本代表、元東芝府中、保善高出身
- 小野真司 (NO8、元日本代表、元東芝府中、花園高出身)
- 安田昇 (HO、元日本代表、元ワールドファイティングブル、啓光学園高出身)
- 伊藤護 (SH、元日本代表、元東芝ブレイブルーパス、現國學院大學ラグビー部監督、秋田工高出身)
- 吉田尚史 (WTB/FB、元日本代表、元サントリーサンゴリアス、元日本製鉄釜石シーウェイブス、タイセイ・ハウジーレッズ監督、長崎北高出身)
- 舛尾敬一郎 (FL/NO8、元ワールドファイティングブル、大分舞鶴高出身)
- 谷崎正祥 (WTB/CTB/FL、元ワールドファイティングブル、専大松戸高出身)
- 山本幸宏 (WTB、元ワールドファイティングブル、大阪桐蔭高出身)
- 大東毅 (FL、元NECグリーンロケッツ、現専修大学ヘッドコーチ、北見北斗高出身)
- 岡野清紀 (SO、元NECグリーンロケッツ、現専修大学スポットコーチ、茨城東高出身)
- 馬屋原誠 (LO、元NTTコミュニケーションズシャイニングアークス、現専修大学スポットコーチ、大磯高出身)
- 肥後隆之 (SO/CTB、元NECグリーンロケッツ、元専修大学スポットコーチ、大分舞鶴高出身)
- 石倉俊二 (LO、現専修大学監督、元クボタスピアーズ、元同監督、目黒高出身)
- 鈴木洋平 (FB、元東芝府中、元東芝青梅ラグビー部監督、現専修大学BKコーチ、専大松戸高出身)
- 中村康太郎 (WTB、元クボタスピアーズ、目黒高出身)
- 米倉隆之 (HO、元ヤマハ発動機ジュビロ、元専修大学スポットコーチ、日川高出身)
- 菅藤友 (CTB/FL、元福岡サニックスブルース、長崎南山高出身)
- 山口泰生 (PR/HO、元NTTコミュニケーションズシャイニングアークス、東京高出身)
- 須田康夫 (HO/FL/NO8、元釜石シーウェイブス、現同ヘッドコーチ、仙台育英高出身)
- 森岡恵二 (SH/WTB、元サントリーサンゴリアス、松山聖陵高出身)
- 阿比留健二郎 (PR、元コカ・コーラウエストレッドスパークス、長崎南山高出身)
- 松井剛平 (SO/CTB、元三菱重工相模原ダイナボアーズ、相模台工高出身)
- 渋谷嘉広 (WTB、元リコーブラックラムズ、常総学院高出身)
- 田中優介 (CTB/WTB、元近鉄ライナーズ、目黒学院高出身)
- 西真 (WTB、元横河武蔵野アトラスターズ、大工大高出身)
- 吉田克也 (SO/CTB、元九州電力キューデンヴォルテクス、長崎北高出身)
- 永下安武 (HO、元近鉄ライナーズ、天理高出身)
- 新本晃 (SH/SO、元ブルーシャークス、崇徳高出身)
- 八役大治 (CTB、元トヨタ自動車ヴェルブリッツ、天理高出身)
- 矢畑豊 (SH、元JR東日本レールウェイズ、現同監督、高崎商高出身)
- 斎藤貴大 (WTB、JR東日本レールウェイズ、専大松戸高出身)
- 前田悠佑 (WTB、JR東日本レールウェイズ、常翔学園高出身)
- 井上悠 (CTB、FFGブルーグルーパーズ、東福岡高出身)
- 照井貴大 (LO、元三菱重工相模原ダイナボアーズ、明桜高出身)
- 棚橋宗一郎 (FB、元三菱重工相模原ダイナボアーズ、國學院栃木高出身)
- 川島悠暉 (SH/WTB JR東日本レールウェイズ、狛江高出身)
- 北田光司 (SO/FB、大塚刷毛、常翔啓光学園高出身)
- 斎藤皓太郎 (PR、JR東日本レールウェイズ、専大松戸高出身)
- 新本亘 (LO、元ブルーシャークス、崇徳高出身)
- 小俣勇也 (PR、東京ガスラグビー部、吉田高出身)
- 浅利拳史郎 (FL/NO8、JR東日本レールウェイズ、常総学院高出身)
- 笹山大 (LO、JR東日本レールウェイズ、常翔学園高出身)
- 太田涼介 (CTB、JR東日本レールウェイズ、石見智翠館高出身)
- 植田直人 (CTB、JR東日本レールウェイズ、目黒学院高出身)
- 野田高陽 (FB、日本製鉄八幡、東福岡高出身)
- 古屋篤史 (PR、ヤクルトレビンズ、日川高出身)
- 山崎翔 (CTB、元NECグリーンロケッツ、國學院久我山高出身)
- 田辺雅文 (SH/FB、ルリーロ福岡、長崎北陽台高出身)
- 古川浩太郎 (SH、元日野レッドドルフィンズ、日本製鉄釜石シーウェイブス、東福岡高出身)
- 西村龍馬 (LO、トヨタヴェルブリッツ、高鍋高出身)
- 黒川ラフィ (WTB、ルリーロ福岡、筑陽学園高出身)
- 髙橋昴平 (SH、東芝ブレイブルーパス東京、長崎南山高出身)
- 松土治樹 (FL/NO8、清水建設江東ブルーシャークス、日川高出身)
- 中島陸斗 (SH、マツダスカイアクティブズ広島、東福岡高出身)
- 石川恵韻 (NO8/FL、ライオンファングス、東京高出身)
- 梶原瑛 (PR、クリタウォーターガッシュ昭島、日川高出身)
- 野口宜裕 (SH/WTB、セコムラガッツ、7人制日本代表、早稲田摂陵高出身)
- 束田涼太 (PR、釜石シーウェイブス、目黒学院高出身)
- 光吉謙太郎 (CTB/WTB、横河武蔵野アトラスターズ、佐賀工高出身)
- 澤田歩武 (WTB、セコムラガッツ、専大附高出身)
- 郡司健吾 (SO/CTB/FB、三重ホンダヒート、日川高出身)
- 田邊和希 (FL/LO、大塚刷毛、大東大一高出身)
- 殿元政仁 (FL、ルリーロ福岡、東福岡高出身)
- 小野悠太 (LO、東京ガスラグビー部、湘南工大附高出身)
- 松浦祐太 (FB、三重ホンダヒート、小倉高出身)
- 小川将永 (LO、FFGブルーグルーパーズ、長崎北高出身)
- 坂本洋道 (FL/HO、NTTドコモレッドハリケーンズ大阪、國學院栃木高出身)
- 山極大貴 (LO、NECグリーンロケッツ東葛、保善高出身)
- 檀野友多郎 (PR、日野レッドドルフィンズ、光泉高出身)
- 石田楽人 (PR、浦安D-Rocks、桐蔭学園高出身)
- 片岡領 (SH/SO/FB、元釜石シーウェイブス、昌平高出身)
- 夏井勇大 (WTB、元秋田ノーザンブレッツラグビーフットボールクラブ、秋田中央高出身)
- 夏井大樹 (SO/CTB、元秋田ノーザンブレッツラグビーフットボールクラブ、秋田中央高出身)
- 寺下義人 (WTB、FFGブルーグルーパーズ、東福岡高出身)
- 檜山成希 (FB、日立Sun Nexus茨城、国学院栃木高出身)
- 米澤豪真 (HO/PR、日立Sun Nexus茨城、茗溪学園高出身)
- 安藤禎樹 (SH、JR東日本レールウェイズ、大分雄城台高出身)
- 春口陽 (FL、JR東日本レールウェイズ、大分舞鶴高出身)
- 水野晋輔 (WTB/FB、大塚刷毛、東京高出身)
- 栗山塁 (PR、クリタウォーターガッシュ昭島、桐蔭学園高出身)
- 岡野晃貴 (PR、日立Sun Nexus茨城、つくば秀英高出身)
- 山口和明 (PR、日立Sun Nexus茨城、桐蔭学園高出身)
- 古里樹希 (FB、横川武蔵野アトラスターズ、東福岡高出身)
- 宮坂航生 (SH、三重ホンダヒート、2021年度第1回～第3回TID(Talent IDentification)キャンプ(U20)メンバー、中部大春日丘高出身)
- 高居海靖 (SO/CTB、日本製鉄釜石シーウェイブス、御所実高出身)
- 飯塚稜介 (WTB/FB、ライオンファングス、東海大相模高出身)
- 野中優作 (CTB、富士フイルムビジネスイノベーショングリーンエルクス、東福岡高出身)
- 藤丸優也 (LO、日立Sun Nexus茨城、専大松戸高出身)
- 西村笙 (SH、FFGブルーグルーパーズ、東福岡高出身)
- 木原三四郎 (PR、東京サントリーサンゴリアス、2021年度第1回～第3回TID(Talent IDentification)キャンプ(U20)メンバー、東福岡高出身)
- 小林洋平 (PR、東芝ブレイブルーパス東京、東福岡高出身)
- 新野翼 (SO/WTB/FB、ヤクルトレビンズ戸田、石見智翠館高出身)

## 所在地
- グラウンド・合宿所: 神奈川県伊勢原市西富岡163